# La dama de Trinidad
 La dama de Trinidad  (original: Affair in Trinidad) és una pel·lícula estatunidenca de Vincent Sherman estrenada el 1952 i doblada al català

## Argument
Steve Emery (Glenn Ford) no creu ni per un moment que el seu germà s'hagi suïcidat a Trinidad, així que intenta esbrinar la veritat sobre la seva mort, actitud que l'enfronta amb la seva cunyada Chris Emery (Hayworth), cantant en un club nocturn. Desesperat, en veure-la coquetejar amb un espia que suposa que és l'assassí del seu germà, Steve haurà d'actuar amb rapidesa si vol impedir que Chris es converteixi en la següent víctima.

## Repartiment
- Rita Hayworth: Chris Emery
- Glenn Ford: Steve Emery
- Alexander Scourby: Max Fabian
- Valerie Bettis: Veronica Huebling
- Torin Thatcher: Inspector Smythe
- Howard Wendell: Anderson
- Karel Stepanek: Walters
- George Voskovec: Doctor Franz Huebling
- Steven Geray: Wittol
- Walter Kohler: Peter Bronec
- Juanita Moore: Dominique
- Gregg Martell: Olaf
- Mort Mills: Martin
- Ralph Moody: Coronel
- Roy Glenn (no surt als crèdits): Pescador

## Nominacions
- 1953. Oscar al millor vestuari per Jean Louis

## Crítica
La pel·lícula va suposar la tornada al cinema de Rita Hayworth, després de 4 anys d'absència pel seu matrimoni amb Alí Aga Khan. La direcció de la Columbia va decidir realitzar un film a mida del seu lluïment personal. El i la presència. Clarament influït per "Gilda" - (1946), per l'entorn exòtic, la cantant de cabaret, cançons sensuals, balls tòrrids, la bufetada i la parella protagonista amb Glenn Ford com galant -, aquest film incideix en una barreja de cinema negre i melodrama ambientat en un decorat més o menys exòtic. Les seves principals limitacions provenen de la inevitable comparació amb el seu precedent, ja que no va acabar de trobar el seu to suggeridor, malgrat la solidesa de la seva formulació. L'argument, propi d'un film de sèrie B, se centra en les maquinacions d'un fosc personatge, enriquit misteriosament, i de la seva estrafolària colla, que suma pinxos, professors, enginyers i conspiradors. L'arc dramàtic uneix dues línies de tensió. Les investigacions de Steve i de la policia, que avancen amb dificultat, i els plans de la banda, que es mou febrilment a l'empara de falses aparences.